# Iván Kuskov

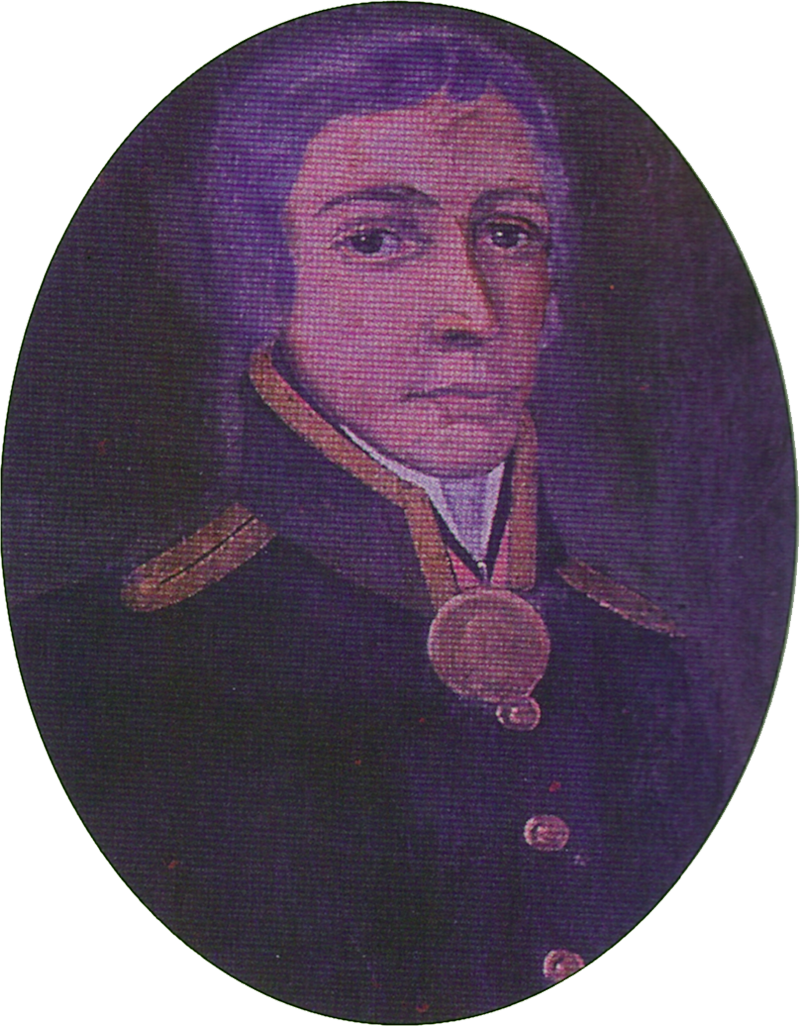
Retrato de Iván Kuskov (Museo Histórico Regional de Totma, Rusia)

Iván Aleksándrovich Kuskov (del ruso: Иван Александрович Кусков) (Totma, óblast de Vólogda 1765- Totma, 1823) fue un comerciante y explorador ruso, el asistente principal de Aleksandr Baránov (administrador general de la Compañía Ruso-americana). Es recordado por haber dirigido varios asentamientos comerciales rusos en las costas de Alaska, desde los que lideró varias expediciones de exploración, y como fundador de Fort Ross, el asentamiento ruso más meridional en América (California).

## Biografía

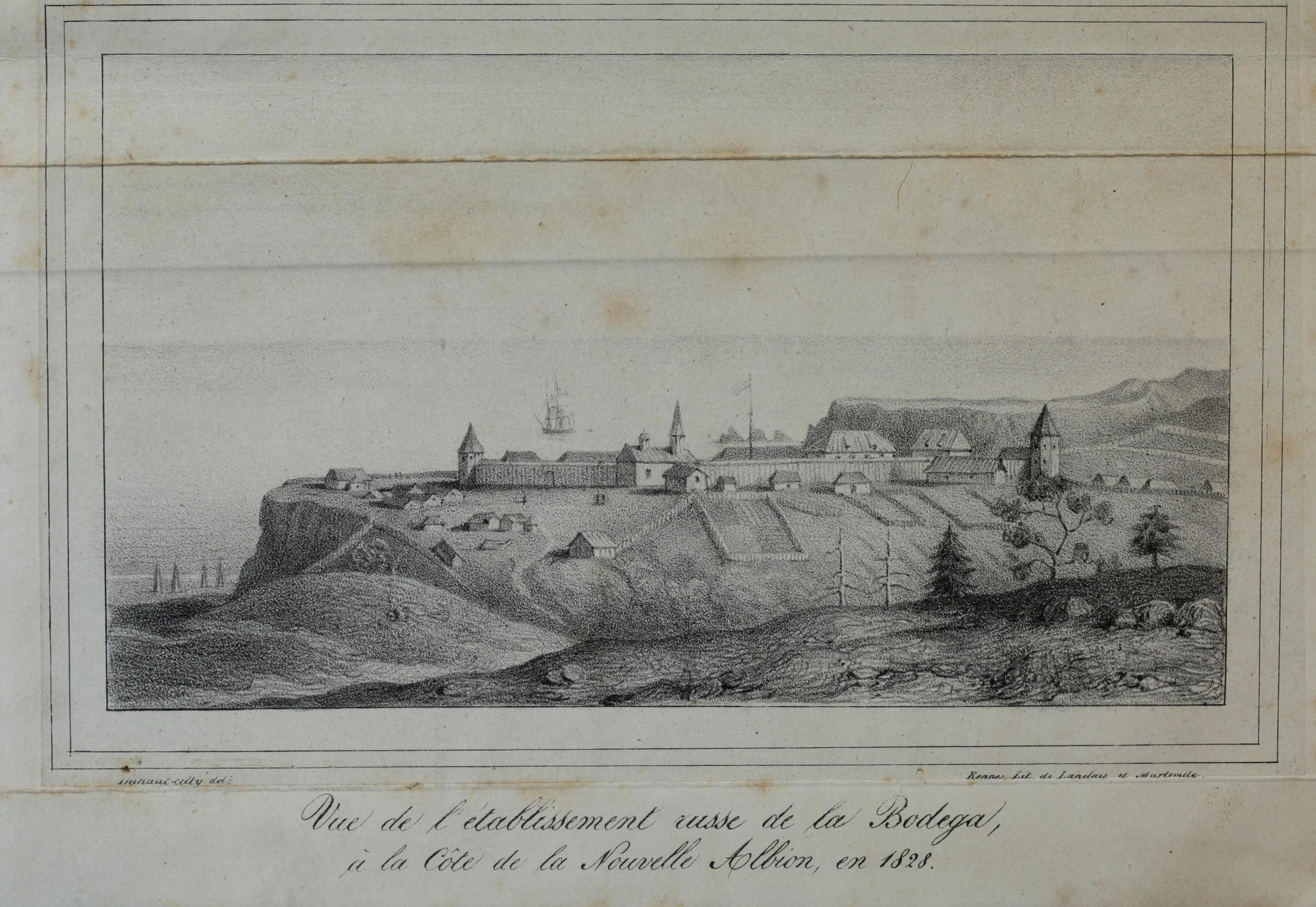
Fort Ross, hacia 1828 (ilustración de A.B. Duhaut-Cilly)

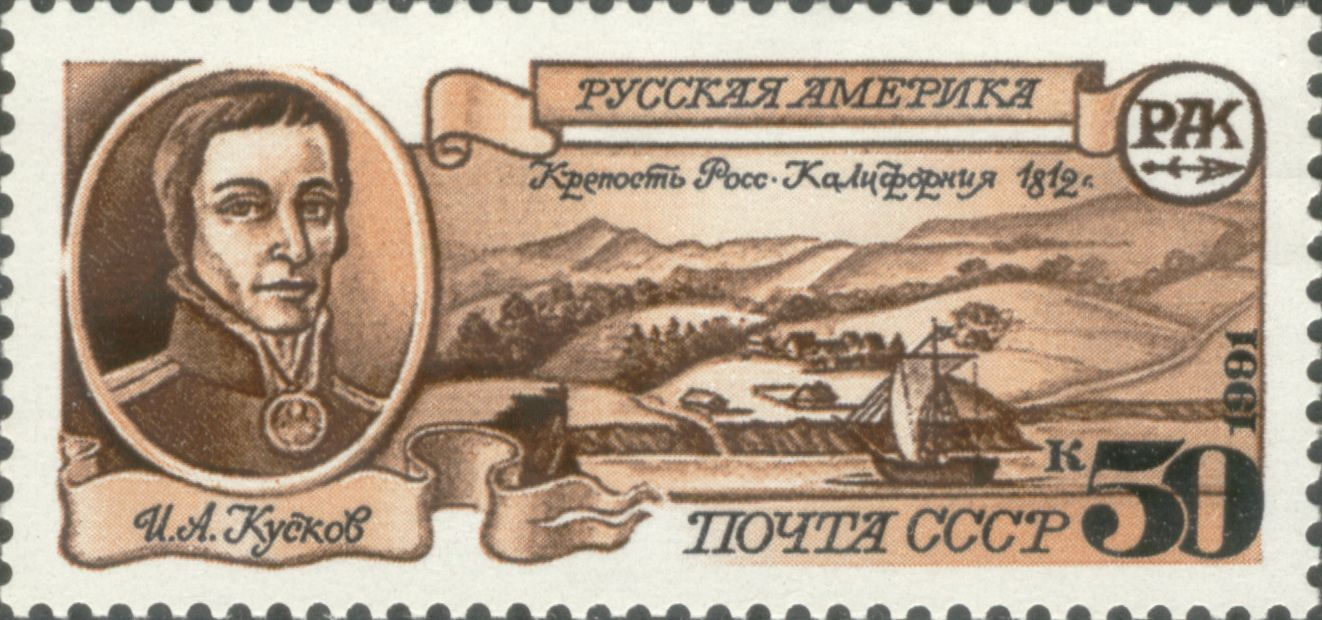
Sello de 1991 de la Unión Soviética de Iván Kuskov, explorador de Alaska y California

Nacido en Totma (en la provincia de Vólogda, Rusia), en 1787 llegó a la ciudad de Irkutsk. El 20 de mayo de 1790 firmó un contrato con un comerciante de Kárgopol, Aleksandr Baránov, que vivía en Irkutsk, para viajar por mar a la costa de la América rusa en la empresa de Grigori Shélijov (precursora de la Compañía Ruso-americana, o RAC, una compañía privilegiada reconocida en 1799). Kuskov se mantuvo como gobernador de Kodiak (1796 y 1800), en la principal fortaleza en Konstantínovskaya Nucheke (1798-99) y dirigió la colonia rusa en la bahía de Yakutat (1802-03), liderando la expedición desde la bahía de Yakutat a la isla de Sitka (1801-02). Entre 1806 y 1808 fue gobernador en Nuevo Arcángel (hoy Sitka) (1806-08), en la isla de Sitka.
Kuskov sirvió en la RAC durante 31 años, alcanzando el 12 de octubre de 1806 el rango de Consejero de Comercio (12º en el cargo) y de ser galardonado en 1805 con la medalla de oro «por el celo en el servicio» del emperador Alejandro I. Entre 1808-12 dirigió cinco expediciones de exploración a California con la intención de fundar una colonia agrícola para abastecer de un modo continuo a las posesiones rusas del norte de la América rusa (hoy Alaska).
El 10 de septiembre de 1812 Kuskov fundó la fortaleza rusa (Krépost Rus) (actual Fort Ross) en la bahía que los rusos llamaban Rumiántsev, una zona de acampada estacional de los indígenas pomo de lengua kashaya, cerca de la misión franciscana y del presidio español de Sonoma, a unos 18 km al norte de la bahía de Bodega. El establecimiento de Fort Ross fue poblado por algunos soldados, marineros y cazadores rusos, polacos y aleutas, a los que se sumaron algunos kasayha y californios criollos, constando la población inicial de 25 rusos y 80 nativos del noroeste americano. Fue el sitio más meridional de la América rusa insertado en territorio ya reconocido como parte del Imperio español por Inglaterra y luego por los Estados Unidos. Kuskov sirvió como Administrador de Fort Ross desde su fundación en 1812 hasta 1821.
En 1819, Kuskov fue recomendado para recibir la Orden de San Vladimiro de cuarta clase, pero no la había recibido en el momento de su muerte, ocurrida en 1823.
Tras 1821, cuando la Alta California pasó a ser una provincia mexicana, el fuerte ruso se mantuvo en un estatus impreciso (poblado por súbditos del Imperio ruso pero con soberanía de jure incierta) y con rendimientos agrícolas insuficientes. Fue el momento en que Kuskov se retiró de la RAC (4 de julio de 1821) y cuando regresó a su ciudad natal de Totma. Murió en 1823 y fue enterrado en el monasterio de Spaso-Sumorin (ru:Спасо-Суморин монастырь). La ubicación exacta no se ha logrado establecer.

## Reconocimientos
Su casa en Totma se conserva actualmente como Casa-Museo Kuskov, inaugurada en 1990 bajo la dirección del Museo de Historia Regional de Totma, que conserva dos retratos originales de Iván Aleksándrovich y su esposa, que se presume fueron pintados en California.
Uno de los islotes del archipiélago californiano de Los Farallones lleva su nombre, roca Kuskov.